# Latirostrum
Latirostrum là một chi bướm đêm thuộc họ Erebidae.